# Campeonato Europeo Femenino Sub-19 de la UEFA 2019
El Campeonato Europeo Femenino Sub-19 de la UEFA 2019 fue la vigésimo segunda vez que se celebra. La fase final se realizó en Escocia durante el mes de julio del año 2019. La primera fase de clasificación comenzó el 28 de agosto de 2018. 
Igual que las anteriores ediciones celebradas en años impares, el torneo sirvió como fase de clasificación de la UEFA para la Copa Mundial Femenina de Fútbol Sub-20 de 2022.

## Clasificación
Un total de 51 naciones de la UEFA ingresaron a la competencia (incluido Liechtenstein que participó por primera vez en un torneo de la selección nacional femenina competitiva), y con el anfitrión Escocia clasificándose automáticamente, los otros 50 equipos compitieron en la competencia clasificatoria para determinar los siete puestos restantes en el torneo final. La competencia clasificatoria consistió en dos rondas: la ronda clasificatoria, que tuvo lugar en otoño de 2018, y la ronda Elite, que tuvo lugar en la primavera de 2019.

### Equipos clasificados
Los siguientes equipos se clasificaron para el torneo final.
Nota: Todas las estadísticas de apariencia incluyen solo la era Sub-19 (desde 2002).
| Equipo       | Manera de clasificar | Participaciones | Última participación  | Mejor participación                           |
| ------------ | -------------------- | --------------- | --------------------- | --------------------------------------------- |
| Escocia      | Anfitrionas          | 6               | 2017 (fase de grupos) | Fase de grupos (2005, 2008, 2010, 2014, 2017) |
| Alemania     | Ganadoras Grupo 1    | 16              | 2018 (subcampeonas)   | Campeonas (2002, 2006, 2007, 2011)            |
| Bélgica      | Ganadoras Grupo 2    | 2               | 2014 (fase de grupos) | Fase de grupos (2014)                         |
| Países Bajos | Ganadoras Grupo 3    | 9               | 2018 (fase de grupos) | Campeonas (2014)                              |
| España       | Ganadoras Grupo 4    | 14              | 2018 (campeonas)      | Campeonas (2004, 2017, 2018)                  |
| Noruega      | Ganadoras Grupo 5    | 13              | 2018 (semifinales)    | Subcampeonas (2003, 2008, 2011)               |
| Inglaterra   | Ganadoras Grupo 6    | 13              | 2017 (fase de grupos) | Campeonas (2009)                              |
| Francia      | Ganadoras Grupo 7    | 15              | 2018 (fase de grupos) | Campeonas (2003, 2010, 2013, 2016)            |

### Sorteo final
El sorteo final se realizó el 16 de abril de 2019, a las 12:00 BST (UTC+1), en Barras Art and Design en Glasgow, Escocia.  Los ocho equipos se dividieron en dos grupos de cuatro equipos. No hubo cabezas de serie, excepto que los anfitriones Escocia fueron asignados a la posición A1 en el sorteo.

## Sedes
El torneo se celebrará en Escocia del 16 al 28 de julio en cuatro sedes:
| Paisley                                   | Perth Paisley Glasgow Stirling | Perth                                    |
| ----------------------------------------- | ------------------------------ | ---------------------------------------- |
| St. Mirren Park                           | Perth Paisley Glasgow Stirling | McDiarmid Park                           |
| Capacidad: 7,937                          | Perth Paisley Glasgow Stirling | Capacidad: 10,696                        |
| 3 juegos fase de grupos, semifinal, final | Perth Paisley Glasgow Stirling | 3 juegos fase de grupos, posible playoff |
|                                           | Perth Paisley Glasgow Stirling |                                          |
| Glasgow                                   | Perth Paisley Glasgow Stirling | Stirling                                 |
| Firhill Stadium                           | Perth Paisley Glasgow Stirling | Forthbank Stadium                        |
| Capacidad: 10,102                         | Perth Paisley Glasgow Stirling | Capacidad: 3,798                         |
| 3 juegos fase de grupos, semifinal        | Perth Paisley Glasgow Stirling | 3 juegos fase de grupos                  |
|                                           | Perth Paisley Glasgow Stirling |                                          |

## Fase de grupos
Por sexta vez el número de selecciones participantes pasará de cuatro a ocho. Quienes ocupen el primer y segundo lugar de cada grupo clasifican a la semifinal.

### Grupo A
| Equipo       | Pts | PJ | PG | PE | PP | GF | GC | Dif |
| ------------ | --- | -- | -- | -- | -- | -- | -- | --- |
| Francia      | 7   | 3  | 2  | 1  | 0  | 8  | 5  | +3  |
| Países Bajos | 6   | 3  | 2  | 0  | 1  | 10 | 3  | +7  |
| Noruega      | 4   | 3  | 1  | 1  | 1  | 7  | 8  | -1  |
| Escocia      | 0   | 3  | 0  | 0  | 3  | 1  | 10 | -9  |

#### Partidos
| 16 de julio de 2019, 16:00 | Noruega | 0:5 (0:4) | Países Bajos                                                             | Firhill Stadium, Glasgow, Escocia |                       |
| 16:00hs (GMT+1)            |         | Reporte   | - 2', 44' Smits - 5' van de Velde - 43' Leuchter - 69' van de Westeringh | Árbitra: Ewa Augustyn             | Árbitra: Ewa Augustyn |

| 16 de julio de 2019, 19:30 | Escocia     | 1:2 (0:0) | Francia                        | St. Mirren Park, Paisley, Escocia |                           |
| 19:30hs (GMT+1)            | - Craig 81' | Reporte   | - 60' Baltimore - 90+1' Feller | Árbitra: Zuzana Valentová         | Árbitra: Zuzana Valentová |

| 19 de julio de 2019, 16:00 | Países Bajos      | 1:3 (1:1) | Francia                         | St. Mirren Park, Paisley, Escocia |                          |
| 16:00hs (GMT+1)            | - Van de Velde 7' | Reporte   | - 5' Feller - 85', 90+3' Malard | Árbitra: Silvia Domingos          | Árbitra: Silvia Domingos |

| 19 de julio de 2019, 18:15 | Escocia | 0:4 (0:4) | Noruega                                                  | Firhill Stadium, Glasgow, Escocia |                        |
| 18:15hs (GMT+1)            |         | Reporte   | - 21' Bragstad - 24' Jøsendal - 45' Olsen - 45+3' Nygård | Árbitra: Maria Marotta            | Árbitra: Maria Marotta |

| 22 de julio de 2019, 18:15 | Países Bajos                                 | 4:0 (2:0) | Escocia | St. Mirren Park, Paisley, Escocia |                              |
| 18:15hs (GMT+1)            | - Wilms 8' - Olislagers 33' - Doorn 81', 90' | Reporte   |         | Árbitra: Elvira Nurmustafina      | Árbitra: Elvira Nurmustafina |

| 22 de julio de 2019, 18:15 | Francia                              | 3:3 (2:2) | Noruega                         | Firhill Stadium, Glasgow, Escocia |                           |
| 18:15hs (GMT+1)            | - Azzaro 9' - Becho 34' - Malard 77' | Reporte   | - 12', 40' Bragstad - 89' Hørte | Árbitra: Ivana Projkovska         | Árbitra: Ivana Projkovska |

### Grupo B
| Equipo     | Pts | PJ | PG | PE | PP | GF | GC | Dif |
| ---------- | --- | -- | -- | -- | -- | -- | -- | --- |
| Alemania   | 7   | 3  | 2  | 1  | 0  | 7  | 1  | +6  |
| España     | 7   | 3  | 2  | 1  | 0  | 3  | 0  | +3  |
| Inglaterra | 3   | 3  | 1  | 0  | 2  | 2  | 3  | -1  |
| Bélgica    | 0   | 3  | 0  | 0  | 3  | 0  | 8  | -8  |

#### Partidos
| 16 de julio de 2019 | España                             | 2:0 (0:0) | Bélgica | Forthbank Stadium, Stirling, Escocia |                        |
| 16:00hs (GMT+1)     | - Pina 56' (pen.) - Aleixandri 65' | Reporte   |         | Árbitra: Maria Marotta               | Árbitra: Maria Marotta |

| 16 de julio de 2019 | Inglaterra  | 1:2 (0:2) | Alemania                       | McDiarmid Park, Perth, Escocia |                           |
| 19:30hs (GMT+1)     | - Naz 90+2' | Reporte   | - 12' Kössler - 32' Krumbiegel | Árbitra: Ivana Projkovska      | Árbitra: Ivana Projkovska |

| 19 de julio de 2019 | Inglaterra | 0:1 (0:1) | España        | Forthbank Stadium, Stirling, Escocia |                              |
| 16:00hs (GMT+1)     |            | Reporte   | - 22' Carmona | Árbitra: Elvira Nurmustafina         | Árbitra: Elvira Nurmustafina |

| 19 de julio de 2019 | Bélgica | 0:5 (0:2) | Alemania                                                     | McDiarmid Park, Perth, Escocia |                           |
| 19:30hs (GMT+1)     |         | Reporte   | - 35', 58' Anyomi - 41' Krumbiegel - 53' Kössler - 81' Ebert | Árbitra: Zuzana Valentová      | Árbitra: Zuzana Valentová |

| 22 de julio de 2019 | Bélgica | 0:1 (0:1) | Inglaterra   | McDiarmid Park, Perth, Escocia |                       |
| 16:00hs (GMT+1)     |         | Reporte   | - 26' Salmon | Árbitra: Ewa Augustyn          | Árbitra: Ewa Augustyn |

| 22 de julio de 2019 | Alemania | 0:0     | España | Forthbank Stadium, Stirling, Escocia |                          |
| 16:00hs (GMT+1)     |          | Reporte |        | Árbitra: Silvia Domingos             | Árbitra: Silvia Domingos |

## Segunda Fase
|  | Semifinales    | Semifinales |   |  | Final       | Final |  |
|  |                |             |   |  |             |       |  |
|  | 25 de julio    |             |   |  |             |       |  |
|  | Francia (t.s.) | 3           |   |  |             |       |  |
|  | España         | 1           |   |  |             |       |  |
|  |                |             |   |  |             |       |  |
|  |                |             |   |  | 28 de julio |       |  |
|  |                |             |   |  | Francia     | 2     |  |
|  |                | Alemania    | 1 |  |             |       |  |
|  |                |             |   |  |             |       |  |
|  |                |             |   |  |             |       |  |
|  |                |             |   |  |             |       |  |
|  | 25 de julio    |             |   |  |             |       |  |
|  | Alemania       | 3           |   |  |             |       |  |
|  | Países Bajos   | 1           |   |  |             |       |  |

### Semifinales
| 25 de julio de 2019, 16:00 (GMT+1) | Alemania                                       | 3:1 (1:0) | Países Bajos | Firhill Stadium, Glasgow, Escocia |                           |
|                                    | Kössler 19' · Müller 81' (pen.) · Martinez 89' | Reporte   | 61' Baijings | Árbitro(s): María Marotta         | Árbitro(s): María Marotta |

| 25 de julio de 2019, 19:30 (GMT+1) | Francia                        | 3:1 (0:0) (3:1 t. s.) | España       | St. Mirren Park, Paisley, Escocia |                          |
|                                    | Malard 104' · Becho 110', 114' | Reporte               | 120' Athenea | Árbitro(s): Ewa Augustyn          | Árbitro(s): Ewa Augustyn |

### Final
| 28 de julio de 2019, 16:00 (GMT+1) | Francia                    | 2:1 (1:1) | Alemania  | St. Mirren Park, Paisley, Escocia                           |                                                             |
|                                    | Baltimore 13' · Lakrar 73' | Reporte   | 6' Anyomi | Asistencia: 1.135 espectadores Árbitro(s): Ivana Projkovska | Asistencia: 1.135 espectadores Árbitro(s): Ivana Projkovska |

| Bandera de Francia |
| Francia            |
| 5.º título         |

## Equipos clasificados para laCopa Mundial Femenina de Fútbol Sub-20 de 2022
Los siguientes cuatro equipos de la UEFA se clasifican para la Copa Mundial Femenina Sub-20 de la FIFA 2022.
| Equipo       | Fecha de clasificación | Otras participaciones en Copa Mundial Femenina Sub-20 de la FIFA 20221 |
| ------------ | ---------------------- | ---------------------------------------------------------------------- |
| España       | 19 de julio de 2019    | 2004, 2016, 2018                                                       |
| Alemania     | 19 de julio de 2019    | 2002, 2004, 2006, 2008, 2010, 2012, 2014, 2016, 2018                   |
| Francia      | 22 de julio de 2019    | 2002, 2006, 2008, 2010, 2014, 2016, 2018                               |
| Países Bajos | 22 de julio de 2019    | 2018                                                                   |

1 Negrita indica que fueron campeonas dicho año. Cursiva indica que fueron anfitriones. 